# سسیلیا مالمستروم
آنا سِسیلیا مالمستروم (انگلیسی: Cecilia Malmström؛ زادهٔ ۱۵ مهٔ ۱۹۶۸) سیاست‌مدار سوئدی است. او از سال ۲۰۱۴ کمیسر تجارت اتحادیهٔ اروپا بوده‌است. مالمستروم پیش از آن از سال ۲۰۱۰ تا ۲۰۱۴ کمیسر امور داخلی اتحادیهٔ اروپا و از ۲۰۰۶ تا ۲۰۱۰ وزیر امور اتحادیه اروپای سوئد بود. او همچنین از سال ۱۹۹۹ تا ۲۰۰۶ نمایندهٔ سوئد در پارلمان اروپا بود. مالمستروم عضو حزب لیبرال‌های سوئد است.